# Брандтовы полёвки
Брандтовы полёвки (лат. Lasiopodomys) — род грызунов из подсемейства полевок (Arvicolinae). Все три принадлежащих этому роду вида обитают в Восточной Азии.
Этот род включает следующие виды: 
- Полёвка Брандта (Lasiopodomys brandtii), Монголия, Северо-Восточный Китай и крайний юг Забайкальского края России (Даурские степи).
- Lasiopodomys fuscus, провинция Цинхай, Китай.
- Китайская полёвка (Lasiopodomys mandarinus), центральная Монголия, юг Бурятии, Северо-Восточный Китай, Корейский полуостров.

Длина тела, включая голову, от 98 до 150 мм и длина хвоста от 19 до 30 мм. По телосложению они во многом соответствуют серым полёвкам (Microtus). Существует изменчивость в деталях строения черепа и коронок зубов. Мех Lasiopodomys brandtii сверху песчаного цвета, снизу беловатый. У двух других видов верхняя поверхность тела буроватая, живот и лапы серые. 
Виды этого рода обитают в степях и лугах, в горах или в более широких низинах. Lasiopodomys fuscus поднимается в горы на высоту 4800 метров над уровнем моря. 
Образ жизни, в основном, известен у Lasiopodomys brandtii. Этот вид ведёт дневной образ жизни, питается травой, другими зелеными частями растений и корнями. На короткое время выкапываются простые подземные ходы и создаются сложные туннельные системы. Эти системы имеют от 4 до 12 входов, которые соединены на глубине 14-24 см под землей с туннелями длиной до 30 м. Кроме того, создаются 1 или 2 жилые комнаты и от 1 до 4 кладовых. Несколько особей живут вместе в одной системе туннелей. Если численность популяции становится слишком большой, могут происходить массовые миграции на расстояние до 50-60 км. Эти грызуны почти не выходят на поверхность зимой. 
Весной самцы борются за право спариться с самками. За сезон бывает несколько помётов от 5 до 12 молодых животных. Некоторые из молодых приступают к размножению в год рождения. 